# Oxford Street
Die Oxford Street ist eine bedeutende und umsatzstarke Einkaufsstraße im Bezirk Westminster der Stadt London. Die zwei km lange Straße bildet die Grenze zwischen den beiden Stadtteilen Mayfair und Marylebone. Sie beginnt im Westen beim Marble Arch und endet im Osten beim St Giles Circus, wo der Centre Point steht.

## Geschichte
Entlang der heutigen Straße führte bereits in der Antike ein Weg nach Uxbridge. In den Jahren 1196 bis 1782 war sie bekannt als Tyburn Street nach dem Fluss Tyburn. Entlang der Straße wurden die Gefangenen des Gefängnisses Newgate Prison zur Hinrichtungsstätte geführt, die sich beim Tyburn Tree beim Marble Arch befand. Im frühen 17. Jahrhundert kaufte Robert Harley als erster Graf von Oxford große Ländereien entlang der Straße, weshalb die Straße nach ihm Oxford Road und später Oxford Street benannt wurde.
In den 1810er-Jahren entstand die Regent Street, welche die Oxford Street beim Oxford Circus kreuzt – der Platz hieß deshalb zuerst Regent Circus. Bereits in den 1890er-Jahren war er zu einem berüchtigten Verkehrsknotenpunkt geworden, der von morgens bis abends von Pferdekutschen überfüllt war. 1900 nahm die heutige Central Line den Betrieb auf. In der Oxford Street befinden sich vier Stationen der U-Bahn-Linie. Sie ermutigten Kunden der Läden in der Oxford Street dazu, einen längeren Anreiseweg in Kauf zu nehmen.
Ab 1912 wurde der Oxford Circuit während elf Jahren umgebaut. 1930 verschwanden die letzten Privathäuser an der Straße, sodass die Oxford Street zur reinen Einkaufsstraße wurde.
Seit dem Jahr 1959 wird zu Weihnachten die Lichterschau Christmas Lights organisiert. Sie wird häufig offiziell von der Prominenz eröffnet, im Jahre 2004 von Steven Redgrave und Emma Watson. In der Vorweihnachtszeit ist der Oxford Circuit mit Kunden so verstopft, dass Polizeibeamte den Verkehr an den Fußgängerüberwegen regeln müssen.

## Bebauung
An der Oxford Street befinden sich Läden der wichtigsten Marken aus der Modebranche wie River Island, Next und auch Primark. Aufgrund der allgemeinen Entwicklung im stationären Einzelhandel und des Umsatzrückgangs durch die Corona-Krise schlossen mehrere namhafte Geschäfte. Traditionsreiche Kaufhäuser wurden zu Bürogebäuden umgebaut.
Zu den berühmten britischen Kaufhäusern der Straße gehört das 1909 eröffnete Kaufhaus Selfridges, das erste britische Kaufhaus, in dem man nach Belieben herumgehen konnte, anstatt vom Personal von Abteilung zu Abteilung geführt zu werden. Dort wurde kurz nach der Eröffnung das Flugzeug ausgestellt, mit dem Louis Blériot über dem Ärmelkanal flog.
John Lewis war eines der ersten Kaufhäuser. Es öffnete 1864 als Laden für Bänder und Kurzwaren und wurde in den folgenden Jahren stark vergrößert. Während des Zweiten Weltkriegs wurde das Kaufhaus von einer Brandbombe getroffen und eingeäschert. Das heutige John Lewis-Kaufhaus stammt aus den 1950er-Jahren.
Kurz nach der Eröffnung von John Lewis wurde auch das Kaufhaus D H Evans eröffnet. Es wurde 2001 zum House of Fraser, das 2022 geschlossen wurde.
Nach der Insolvenz des Handelsunternehmens Arcadia Group 2020 gab die Modekette Topshop ihr Stammhaus auf, das von IKEA übernommen wurde, und schloss wie auch Debenhams alle Ladengeschäfte im Vereinigten Königreich. Gap schloss ebenfalls alle eigenen Läden, kehrte aber 2022 betreut durch Next an die Oxford Street zurück.
Marks & Spencer ist gleich zweimal an der Oxford Street vertreten: mit der 1930 eröffneten Filiale beim Marble Arch und der 1938 eröffneten beim Pantheon.

## Verkehrsbedeutung und -belastung
Die Oxford Street ist eine wichtige Ost-West-Verbindung in Zentrum Londons.
Aufgrund der hohen Verkehrsbelastung und der höchsten jemals gemessenen Stickstoffdioxid-Belastung wurde Oxford Street im Juli 2014 von Wissenschaftlern als der „am stärksten verschmutzte Ort der Welt“ bezeichnet. Dieselabgase von Bussen und Taxis verursachen das schädliche Gas. Es werden Spitzenwerte bis 463 mg/m³ erreicht und bei den über 24 Stunden gemittelte Werte Konzentrationen bis 135 mg/m³, was dem Dreifachen des von der EU zugelassenen Wertes entspricht.
Die Straße ist zwischen sieben Uhr morgens und sieben Uhr abends für PKW und Lastwagen gesperrt und nur für die städtischen Omnibusse und die Taxis befahrbar. In mehreren Schritten wurden bis 2014 Buslinien umgeleitet, um auch diese Belastung zu reduzieren. Trotzdem blieben Mitte 2016 in der Hauptverkehrszeit noch 168 Busse pro Stunde.
Der verbleibende Verkehr soll aus der Oxford Street entfernt werden und die Straße zur Fußgängerzone ausgebaut werden. Entscheidend dafür wird neben der fehlenden Zustimmung der einflussreichen Anliegerschaft die Eröffnung der Crossrail-Strecke am 24. Mai 2022 sein.